# میلوش بوگونوویچ
میلوش بوگونوویچ (صربی: Miloš Bogunović؛ زادهٔ ۱۰ ژوئن ۱۹۸۵) بازیکن فوتبال اهل صربستان است.
از باشگاه‌هایی که در آن بازی کرده‌است می‌توان به باشگاه فوتبال بانکوک یونایتد، باشگاه فوتبال کادیس، باشگاه فوتبال راد، و باشگاه فوتبال پارتیزان اشاره کرد.
وی همچنین در تیم ملی فوتبال صربستان بازی کرده‌است.